# Лакский музыкально-драматический театр имени Э. Капиева
Лакский музыкально-драматический театр имени Э. Капиева — учреждение культуры в городе Махачкала. Основан в 1935 году.
Расположен на проспекте Расула Гамзатова, 38, в одном здании с Русским драматическим театром имени М. Горького.

## История театра

### Первые шаги
Лакский государственный музыкально-драматический театр им. Э. Капиева берёт своё начало с любительского кружка лакской интеллигенции, который начал работать в селении Кумух Кази-Кумухского округа в 1914 году.
В 1920 году любительский театр назывался Советским театром имени Саида Габиева.
В начале 1935 года решением Обкома ВКП(б) и Совнаркома Дагестанской АССР был открыт Дагестанский Лакский драматический театр им. Э.Капиева. В своё официальное открытие театр показал социальную драму Г.Саидова «Лудильщики», повествующую о тяжелой жизни лакских кустарей-отходников. Эта пьеса периодически включается в репертуар театра и всегда идет с большим успехом. У колыбели театра стояли И. Балугов, А. Джалалов, А. Алиев, А. Гунашев, Г. Буганов, З. Султанов, А. Гусейнов, М. Рамазанова. Ставили пьесы молодого драматурга М. Чаринова о судьбе горской женщины («Хабибат и Хаджияв», «Шагалай», «Шумайсат»).
В начале 1930-годов театр ставит агитпьесу А. Омаршаева «Культсанштурм», написанную по следам проводимых в горах мероприятий советской власти. В театр пришли драматурги М. Алиев, М-Х. Пашаев. Во второй половине 30-годов художественным руководителем был приглашен выпускник режиссёрского отделения Тбилисского института театральных искусств П. Джапаридзе. он поставил «Любовь Яровую» К. Тренева, «Огни маяка» А. Карасева, «Аздар и Зайнаб» М. Алиева. В 1940-е годы театр возглавил режиссёр А.Васильев, который продолжил работу по мастерству актера, начатую П. Джапаридзе. Он ставит героическую драму Р. Фатуева «Горцы». Удачно была поставлена комедия Ж-Б. Мольера «Лекарь поневоле». Артисты М.Мусалаев, З. Омарова, М. Рамазанова, И. Балугов создали убедительные и яркие характеры. С успехом шла пьеса Б. Лавренева «Разлом».

### Театр в годы Великой Отечественной войны
В начале Великой Отечественной войны, 1941—1943 гг., Лакский театр был закрыт из-за материальных затруднений. Тринадцать артистов театра ушли на фронт. Многие с войны не вернулись. Работавший до войны в театре Якуб Сулейманов был удостоен высокого звания Героя Советского Союза. Артисты Ш.Ибрагимова, Г.Буттаев, Б.Магомедова, А.Сайпуева и другие работали на трудовом фронте. В конце 1943 года театр возобновил работу. Репертуар обновляется, ставят «Намус» А.Ширванзаде, «Аршин-мал-Алан» У.Гаджибекова, «Сын полка» В.Катаева, «Платон Кречет» А.Корнейчука.

### Послевоенная жизнь театра
В творческой жизни театра послевоенных лет все более активную роль стали играть профессиональные режиссёры, приглашенные из центральных городов. Это А. Васильев, В. Терехин, П. Джапаридзе, М. Сели-ванов, В. Тургенев и др. Этот период отмечен в творческой жизни театра стремлением поднять общий художественный уровень театра, направить его в русло высокого профессионализма. В эти годы театр обратился к пьесам «Свои люди — сочтемся» А. Островского, «Коварство и любовь» Ф. Шиллера, «Слуга двух господ» К. Гольдони и др. В 1960 году Лакский театр выступает на декаде дагестанской литературы и искусства в г. Москва со спектаклем «В родном ауле» М. Алиева. Московская критика тепло отозвалась о спектакле. Многие артисты получили высокую оценку и правительственные награды. Среди них: М.Мусалаев — звание «Засл.арт. РСФСР», Ш. Ибрагимова — орден Трудового Красного Знамени, И. Балугов, Г. Ибрагимов и А-Г.Джалалов — звание «Нар.арт. Дагестана».
С приходом в коллектив в 1964 году выпускников (14 чел.) лакской студии Театрального училища им. Б. Щукина творческая жизнь театра заметно оживляется. Интересные разноплановые молодые артисты Д.Динмагомедов, В.Эфендиев, С.Хайдаков, М.Чавтараева стали играть ведущие роли в спектаклях. Один за другим на его сцене появляются спектакли, отмеченные профессионализмом, зрелостью, гражданственностью, ярким темпера-ментом молодости, энергичным творческим поиском. В 1960-70 годы и в дальнейшем расширяется круг национальных драматургов, пишущих для театра: Б. Рамазанов, Ц. Камалов, М. Бутаев, К. Мазаев, В. Эфендиев, Г. Алиева, Р. Рамазанов, М. Давыдов.

### Театр сегодня
На V Международном фестивале национальных театров Северного Кавказа «Сцена без границ», проходившем с 4 по 9 октября 2011 года во Владикавказе (Северная Осетия — Алания), театр показал спектакль по пьесе испанского драматурга Федерико Гарсиа Лорки «Дом Бернарды Альбы». Спектакль удостоен дипломов по трем номинациям из пяти объявленных: «Лучший спектакль фестиваля», «Лучшая режиссура» и «Лучший женский образ».

## Репертуар театра
- «Лудильщики» Г.Саидова (1935)
- «Хабибат и Хаджияв» М.Чаринова
- «Шагалай» М.Чаринова
- «Шумайсат» М.Чаринова
- «Культсанштурм» А.Омаршаева
- «Любовь Яровая» К.Тренева
- «Огни маяка» А.Карасева
- «Аздар и Зайнаб» М.Алиева
- «Парту — Патима» М. Алиева,
- «Анджело» В. Гюго
- «Без вины виноватые» А. Островского
- «Забавный случай» К. Гольдони
- «Женитьба» Н. В. Гоголя
- «Ревизор» Н. В. Гоголя
- «Гарун Саидов» Б. Рамазанова
- «Расплата» Ц. Камалова
- «Горцы» Р.Фатуева
- «Лекарь поневоле» Ж-Б.Мольера
- «Разлом» Б.Лавренева
- «Намус» А.Ширванзаде
- «Аршин-мал-Алан» У.Гаджибекова
- «Сын полка» В.Катаева
- «Платон Кречет» А.Корнейчука
- «Свои люди — сочтемся» А.Островского
- «Коварство и любовь» Ф.Шиллера
- «Слуга двух господ» К.Гольдони
- «В родном ауле» М.Алиева (1960)
- «Хан Муртазали» Ц. Камалова (2011)
- «Дом Бернарды Альбы» Ф. Г. Лорки (2011)
- «Ромео и Джульетта» В. Шекспира (2011)
- «Волчья свадьба» (2022)

## Актёры театра
- Балугов, Исмаил Абдулхаликович (1935—1973)
- Ибрагимова, Шагун Джафаровна (1947—2010-е годы), заслуженная артистка РСФСР
- Мусалаев, Магомед Шапиевич (1937—1964), заслуженный артист РСФСР
- Буттаева, Райганат Абдусаламовна (1950-2010-е годы)

## Награды
- Почётная грамота Президиума Верховного совета РСФСР (10 августа 1960 года) — в связи с декадой дагестанского искусства и литературы в городе Москве и за заслуги в развитии советского искусства[3].
- Премия Правительства Российской Федерации имени Фёдора Волкова за вклад в развитие театрального искусства Российской Федерации (27 мая 2013 года)[4]